# Jochem Gröning
Jochem Gröning (* 4. Juni 1954 in Lüdinghausen) ist ein deutscher Jurist und ehemaliger Richter am Bundesgerichtshof.
Gröning ist im Selmer Ortsteil Beifang aufgewachsen. Er studierte Jura in Tübingen und Berlin. Nach seinem Referendariat trat er im Jahr 1985 in den Berliner Justizdienst ein. Dort war er zunächst bei der Staatsanwaltschaft und an den Amtsgerichten Tiergarten und Schöneberg tätig. Im Jahr 1988 wurde er zum Richter am Landgericht Berlin ernannt. Von 1995 bis 2006 war er Richter am Kammergericht Berlin. Seit dem 1. November 2006 bis zu seinem Eintritt in den Ruhestand mit Ablauf des 30. September 2019 war er Richter am Bundesgerichtshof in Karlsruhe. Dort wurde er zunächst dem I. Zivilsenat zugeteilt. Seit Jahresbeginn 2007 bis zu seinem Eintritt in den Ruhestand gehörte er dem X. Zivilsenat an. Anfang 2013 wurde er zum stellvertretenden Vorsitzenden dieses Senats ernannt; diese Funktion gab er zum 1. Januar 2016 an Klaus Bacher ab.
Gröning ist Mitautor eines Kommentars zur Vergabe- und Vertragsordnung für Bauleistungen (VOB).